# Take the Long Way Home
«Take the Long Way Home» es una canción del grupo británico Supertramp publicada en el álbum de estudio Breakfast in America (1979). Fue publicada como cuarto sencillo del álbum y alcanzó el puesto diez en la lista estadounidense Billboard Hot 100. Supuso la última canción compuesta para el álbum, siendo escrita durante el periodo de grabación del álbum, que duró nueve meses.
«Take the Long Way Home» fue también versionada por grupos como Trixter en el álbum Undercovers y por Lazlo Bane en Guilty Pleasures. La canción sirvió también como título de un DVD con un concierto en directo publicado por Roger Hodgson en 2007.

## Músicos
- Roger Hodgson - voz, piano, guitarra eléctrica
- Rick Davies - armónica, órgano Hammond, sintetizador
- Dougie Thomson - bajo
- Bob C. Benberg - batería
- John Helliwell - sintetizador, solo de clarinete

## Posición en listas
| País           | Lista                  | Posición |
| -------------- | ---------------------- | -------- |
| Estados Unidos | Billboard Hot 100      | 10       |
| Canadá         | Canadian Singles Chart | 4        |